# Florence Marlyová
Florence Marly, vlastním jménem Hana Smékalová (2. června 1919 Obrnice – 9. listopadu 1978 Glendale, Kalifornie, USA) byla mezinárodně proslulá herečka českého původu.

## Život a kariéra
Narodila se 2. června 1918 v Obrnicích u Mostu, ačkoli v některých zdrojích se uvádí i narození roku 1919. Od dětství recitovala a zpívala a toužila stát se operní pěvkyní, ale kvůli vadě hlasivek se na tuto dráhu dát nemohla. V sedmnácti letech odešla do Paříže, kde na Sorbonně studovala literaturu, dějiny umění a filozofii. Měla jazykové nadání, proto mohla hrát v řadě zahraničních filmů.
Náhodné setkání s režisérem Pierrem Chenalem (1904–1990), za kterého se v roce 1938 provdala, ji vyneslo mezi přední hvězdy francouzského filmu. Hrála například v jeho filmu Alibi (L'Alibi 1938) i v dalších filmech jiných francouzských režisérů.
V roce 1940 opustila Francii a přes Portugalsko se dostala do Argentiny, kde se v roce 1942 setkala se svým manželem, který se angažoval v protinacistickém odboji a musel uprchnout. I tady se dokázala prosadit a po roce 1943 hrála ve třech španělsky mluvených filmech. Třetí z nich, snímek Cesta bez návratu (Viaje sin regreso, 1946), režíroval opět Chenal.
Po návratu do Evropy zazářila ve válečném dramatu René Clémenta Krysy (Les maudits, 1947), který zvítězil na filmovém festivalu v Cannes. Florence Marly byla za svou roli záporné hrdinky nominována na nejlepší herečku festivalu a získala cenu kritiky.
V roce 1948 ztvárnila roli princezny Vilemíny Hagen ve filmu Krakatit Otakara Vávry a veškerý svůj zisk z něj (celkem 100 000 dolarů) věnovala svým přátelům a známým v Československu. Šlo o jediný český film její kariéry, nicméně v rodné zemi  nebyla kritiky hodnocena pozitivně. Poté odešla do Hollywoodu, kde hrála například ve filmu Lewise Allena Sealed Verdict (1948) a po boku Humphreyho Bogarta ve filmu Joe z Tokia (1949).
V 50. letech v době mccarthismu se dostala na černou listinu kvůli podezření z levicové orientace, což zabrzdilo její kariéru a nemohla se z natáčení v Chile vrátit do USA. Nuceně pak strávila dva a půl roku v Mexiku a hrála ve dvou španělsky mluvených filmech svého manžela Pierra Chenala. Její jméno bylo později očištěno, když byla odhalena záměna s Anny Marly, zpěvačkou ruského původu.
V roce 1956 se po rozvodu s Chenalem provdala za rakouského hraběte Degenharta von Wurmbrand-Stuppach (1893–1965), a i když se ještě v témže roce rozvedli, užívala i nadále dobře znějící jméno hraběnka Florence von Wurmbrand.
V 50. letech se objevovala v amerických televizních seriálech a jako zpěvačka a pianistka účinkovala také v nočních klubech. Roku 1963 byla zatčena a odsouzena za držení drog, za což si odpykala tři roky vězení.
Jejím posledním celovečerním filmem se stal v roce 1973 hororový příběh Dr. Death: Seeker of Souls a v témže roce naposledy zazářila na filmovém festivalu v Cannes v krátkometrážním filmu Space Boys, k němuž sama napsala scénář i hudbu.
Zemřela bezdětná ve věku 59 let na infarkt 9. listopadu 1978 v Glendale v Kalifornii.

## Výběr z filmových rolí
- 1937 Alibi, křivé svědectví (L'Alibi, režie Pierre Chenal) – paní de Gordon
- 1947 Krysy (Les Maudits, režie René Clément) – Hilda Garosi (nominace na nejlepší herečku, cena kritiky)
- 1948 Krakatit (režie Otakar Vávra, podle knihy Karla Čapka) – princezna Vilemína
- 1949 Joe z Tokia (Tokyo Joe, režie Stuart Heisler) – Trina Pechinkov Landis
- 1966 Královna krve (Queen of Blood, režie Curtis Harrington) – mimozemská krvelačná královna